# 長町駅
長町駅（ながまちえき）は、宮城県仙台市太白区長町五丁目にある、東日本旅客鉄道（JR東日本）および仙台市地下鉄の駅である。

## 乗り入れ路線
JR東日本の東北本線と、仙台市地下鉄の南北線が乗り入れており、接続駅となっている。仙台市地下鉄の駅番号はN15。
JR東日本については、東北本線岩沼駅から分岐する常磐線の列車と、「仙台空港アクセス線」として名取駅から仙台空港鉄道仙台空港線に直通する列車も乗り入れており、合計3路線4方面の列車が利用できる。
また、当駅北方で仙台貨物ターミナル駅へ向かう貨物線（東北本線貨物支線、通称「宮城野貨物線」）が北東方向へ分岐しており、当駅が分岐駅とされている。貨物下り線は上り旅客線と平面交差する形になっている。以前は分岐点から当駅構内までが線路別複々線だったが、長町機関区の廃止とあすと長町再開発事業に伴う高架化により複線に変更された。

## 歴史

仙台市電の長町駅前電停とモハ100形電車（1963年頃）

現在の東北本線の前身である日本鉄道は1887年（明治20年）に塩竈まで開通した。この時に汽車が長町を走るようになったが、駅はまだなかった。1891年（明治24年）から翌年にかけてここに駅を設置する請願運動が起きたが、この時も駅は実現しなかった。
1894年（明治27年）に日清戦争が勃発すると、仙台城二の丸跡に本部を置く陸軍第2師団が長町に軍用停車場を設置させた。開戦の翌月から昼夜兼行の突貫工事で作られた停車場は、24条ものレールを備えたが、ホームはなかった。第2師団の出征を見送ってから、日本鉄道は駅施設の建設工事を続け、日清戦争終結後の1896年（明治29年）2月に、民間用の駅として使いはじめた。1904年（明治37年）から1905年（明治38年）の日露戦争では仙台駅とともに軍事輸送にあてられた。日本鉄道の長町駅は、名取郡茂ヶ崎村の、旧奥州街道の長町宿から南側にやや離れた、街道と接する付近に造られた。茂ヶ崎村は後に長町に改称し、やがて仙台市に編入されることになる。
1914年（大正3年）になると、長町と秋保を結ぶ秋保石材軌道が開業した。秋保石材軌道は東北本線の長町駅前には直接乗り入れせず、北側に進路を曲げて旧・長町宿の南端、笹谷街道追分により寄せて長町駅を設置した。秋保石材軌道はその後何度か社名を変更し、最終的には秋保電気鉄道となる。また、1936年（昭和11年）仙台市電が旧奥州街道上に併用軌道で長町線を延伸開業した。既存の2つの長町駅が離れていたため、秋保電気鉄道の駅前には「秋保電鉄前停留場」が、東北本線の駅前には「長町駅前停留場」が各々設置された。
長町駅は貨車の操車場でもあった。1922年（大正11年）に貨物輸送の円滑化のために長町駅で操車場の建設工事が始まり、まず1924年（大正13年）に下り線側の操車場設備が完成して、次いで翌年に上り線側の設備が竣工し、ここで貨車の編成を分解、行き先別に組成する中継作業が行われるようになった。この貨車操車場は段階的に拡張が続けられ、1950年（昭和25年）から1955年（昭和30年）にかけては総工費約3億円をもって大規模な改良工事が行われた。これによって長町の操車場は1日で2,400両の貨車を取り扱える規模の大きな操車場となった。1959年（昭和34年）の繁忙期に1日で2,963両の貨車を取り扱ったという記録が残されている。1958年頃には、長町駅から新鶴見駅に向けて鮮魚貨物列車も運行されていた。
長町操車場の存在は長町駅の東西の長町地区と郡山地区を分断するものでもあった。これらの地区の行き来には操車場をじかに横断するしか手段がなく、1日に約6,000人がここを歩いて渡っていたという。時として通行人と列車の接触事故が起こり、負傷者や死者が発生していた。これを改善するために1952年（昭和27年）に東側のシェル石油タンク付近から西側の仙台市電長町停留所切符売場付近まで地下道が建設された。また、1954年（昭和29年）に東北本線と国道4号の立体交差が完成した。
秋保電気鉄道は設備の老朽化や業績の低迷から1961年（昭和36年）に廃止された。廃線後の長町駅舎および軌道敷の跡地は、仙南交通、同社を引き継いだ宮城交通によってバスの長町ターミナルとして使用された。後にここは周辺を含めて再開発されて複合施設「たいはっくる」が建設される。また、交通渋滞や営業赤字の問題から、1976年（昭和51年）に長町線を含む仙台市電全線が廃止された。
1970年代になると東北新幹線の建設が具体化し始め、新幹線仙台駅の設置場所を巡って仙台市内の三つの地区が誘致運動を行った。既存の仙台駅に新幹線駅設置を目指す「新幹線現仙台駅建設促進期成同盟会」、現在の仙台貨物ターミナル駅付近へ新幹線駅を誘致する「新幹線駅東部地区設置期成同盟会」、そして長町への新幹線停車を請願する「新仙台駅誘致仙南期成会」がそれぞれ活動した。最終的には既存の仙台駅への新幹線駅併設が決まった。新幹線が建設される一方で、昭和40年代ごろから台頭したトラックの影響で、この頃の日本の鉄道貨物の輸送量は減少していた。国鉄は1984年（昭和59年）のダイヤ改正で操車場での貨車継走方式を廃止し、コンテナ列車による直行輸送へ切り替えた。これによって長町の貨車操車場はその役割を終え、旅客駅としての長町駅と機関車の車両基地である長町機関区が残ったが、のちに長町機関区も移転した。
1987年（昭和62年）になると、仙台市営地下鉄南北線が開通して地下鉄の長町駅が開業した。
長町操車場跡地は都市再生機構と仙台市による再開発事業「あすと長町」として再開発されることになった。この一環として、2001年度（平成13年度）から2007年度（平成19年度）にかけて線路による長町地区の東西分断を解消するために長町駅高架事業が行われた。これは、名取川と広瀬川に挟まれた東北本線約2.5キロメートルの区間を高架化するものである。高架線の用地は、東北新幹線と東北本線との間の事業用地を転用したため、用地取得に時間を必要とせず、工事は順調に進んだ。新設された高架線は新幹線高架線の東側に寄り添うように建設された。新線への切り替え工事は2006年（平成18年）9月17日午後8時から18日未明に行われたが、道路との立体交差部の下にあったコンクリート遺構の掘り出しと撤去に時間がかかり、予定されていた午前7時の開業に間に合わなかった。このために上下42本が運休し、JR東日本は仙台駅と南仙台駅の間でバス代行輸送を行い、2万2000人に影響が出た。新しい長町駅の開業は11時直前となり、仙台市長やJR東日本幹部を招いての開業式典は11時から行われた。この新しい駅舎は旧来の駅舎より北側に造られたため地下鉄の長町駅と近接することになった。
なお、2代目旧駅舎解体後の跡地は、八木山方面と国道4号仙台バイパス方面を繋ぐ市道長町八木山線に供用されている。

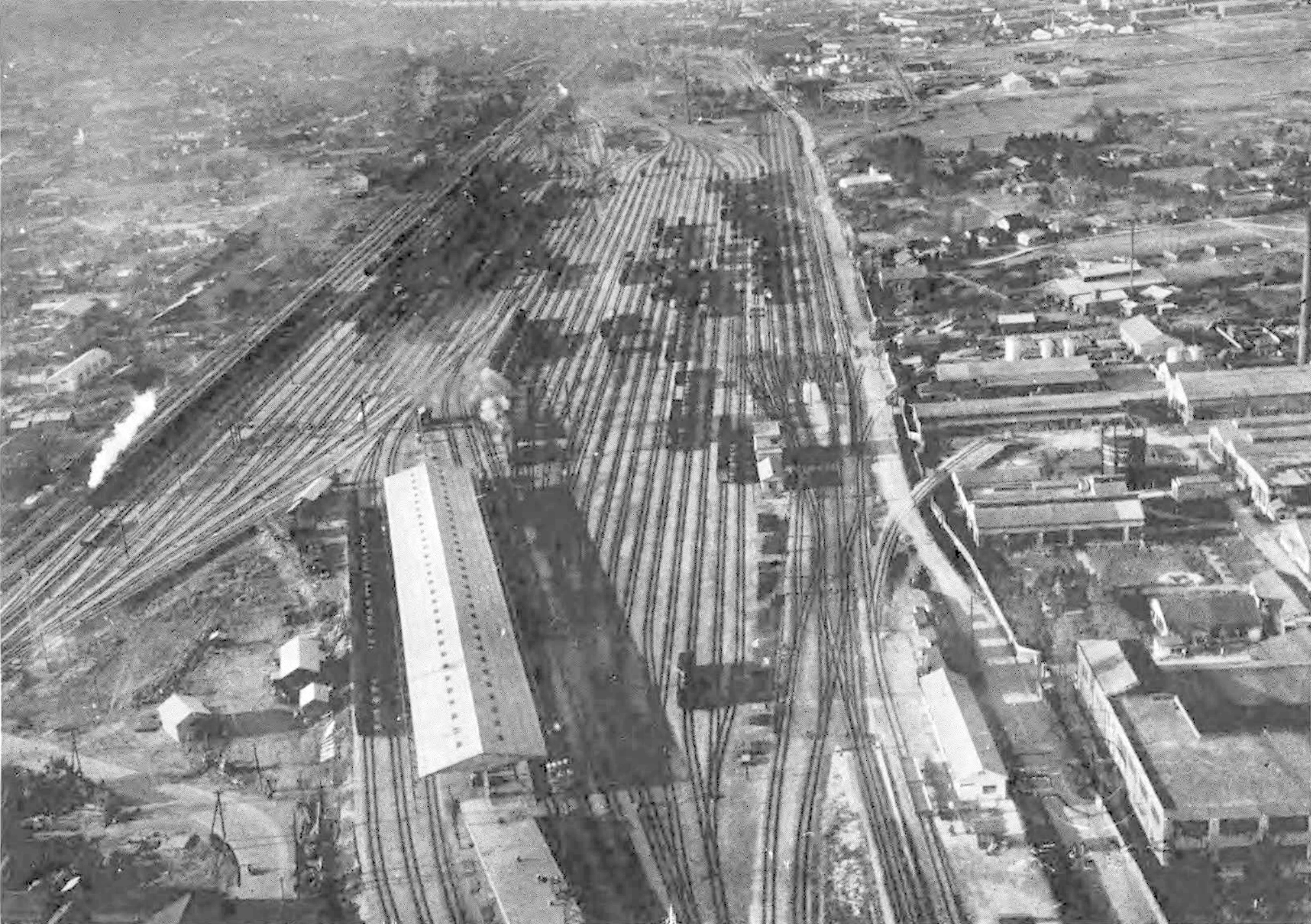
長町操車場（1954年）
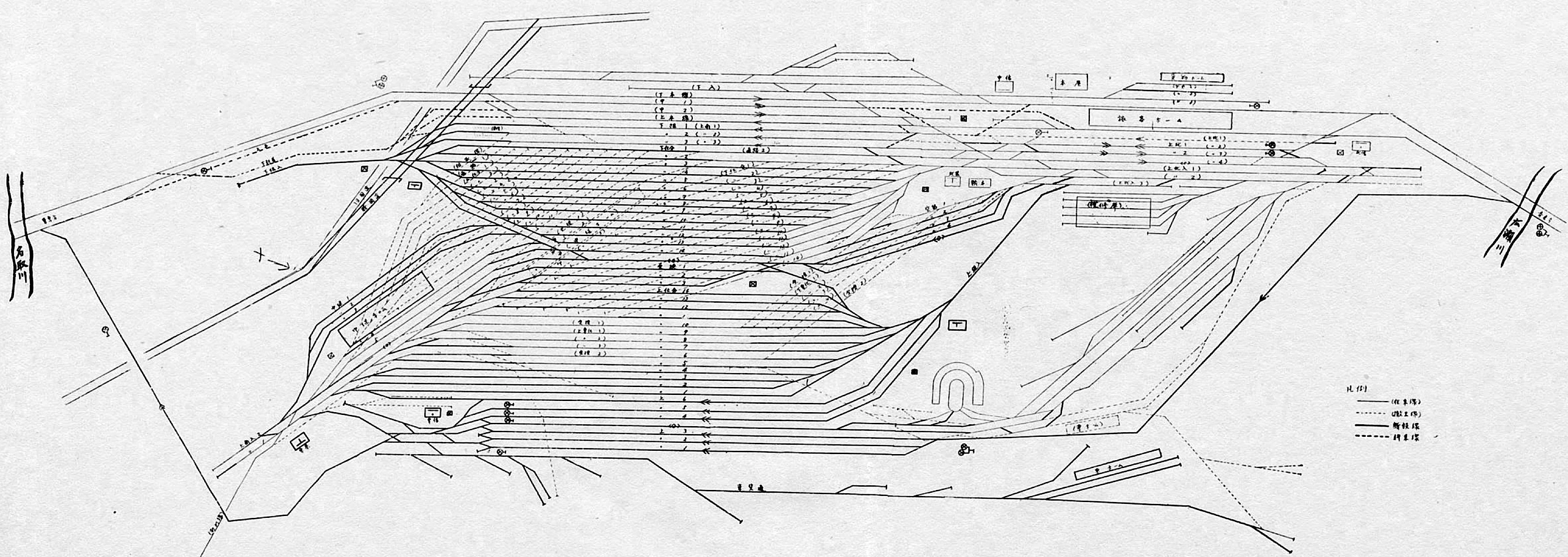
長町操車場 平面図（1955年）

### 年表
- 1894年（明治27年）
  - 8月16日：名取郡茂ヶ崎村にて着工。
  - 10月：完成。

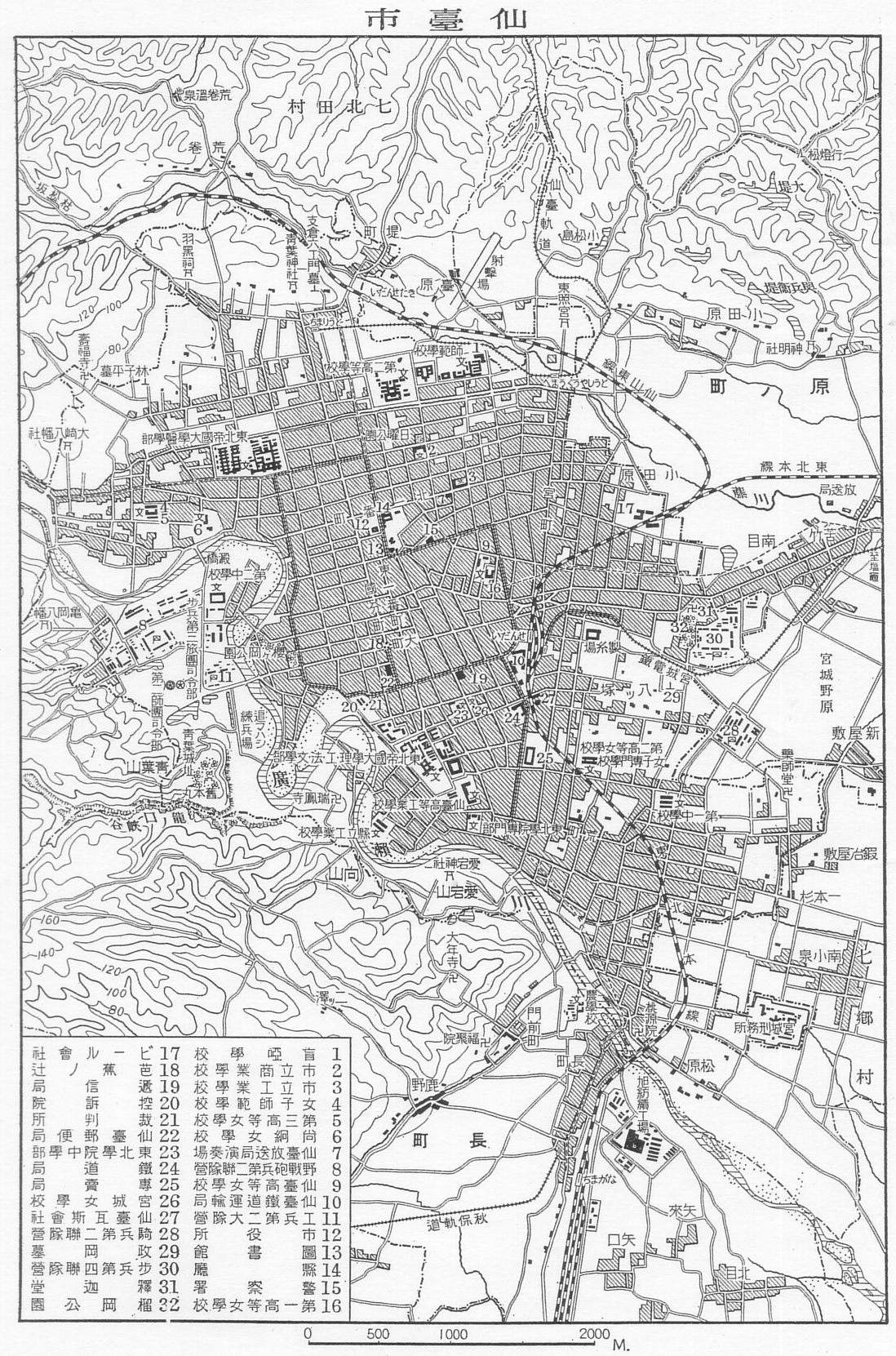
1927年（昭和2年）ごろの仙台市および近郊地図。地図の下部に東北本線の長町駅と秋保電気軌道の長町駅が見える。仙台市電の長町線はこの時は未開業で、予定路線として点線で示されている。

  - 10月30日 - 11月3日：第2師団が長町から出征[4]。
  - 11月中旬：民用の駅施設の建設を開始。
- 1896年（明治29年）2月21日：日本鉄道本線（現在の東北本線）の駅として一般営業開業[16]。一般駅[16]。
- 1914年（大正3年）12月23日：秋保石材軌道（のちの秋保電気鉄道）の駅が開業（北緯38度13分42.4秒 東経140度53分4.7秒 / 北緯38.228444度 東経140.884639度）。
- 1906年（明治39年）11月1日：鉄道国有法に基づいて日本鉄道が国有化された[16]ことに伴い、官設鉄道の駅となった。
- 1909年（明治42年）10月12日：旧・日本鉄道本線が「東北本線」に改称されたことに伴い、同線の駅となった。
- 1915年（大正4年）2月1日：茂ヶ崎村が町制を施行して名取郡長町となったため、当駅も同町内となった。
- 1923年（大正12年）
  - 日付不明：2代目の駅舎に改築（北緯38度13分35秒 東経140度53分8.1秒 / 北緯38.22639度 東経140.885583度）。
  - 5月：宮城刑務所から移送中の囚人12人が停車中の汽車の前に身を投げ出して虐待に抗議した[17][新聞 2]。
- 1925年（大正14年）：秋保石材軌道が電化し、秋保電気鉄道に改称。
- 1928年（昭和3年）4月1日：長町が仙台市と合併したため、当駅も同市内となった。
- 1936年（昭和11年）12月11日：仙台市電（1926年〈大正15年〉開業）に長町線が新設され、国道4号（現・市道[注 3]、旧奥州街道）の道路上に「秋保電鉄前」電停（北緯38度13分41.5秒 東経140度53分5.6秒 / 北緯38.228194度 東経140.884889度）、および、「長町駅前」電停（北緯38度13分36.1秒 東経140度53分5.6秒 / 北緯38.226694度 東経140.884889度）を設置。
- 1961年（昭和36年）5月8日：秋保電気鉄道線が廃止。
- 1973年（昭和48年）2月1日：仙台駅東北新幹線工事に伴い、夜行特急・急行列車の仙台駅代替停車措置を開始。
- 1976年（昭和51年）4月1日：仙台市電が廃止。
- 1978年（昭和53年）10月1日：夜行急行列車の仙台駅代替停車措置を終了（9月30日に始発駅を発車した列車の翌日未明の停車）。
- 1985年（昭和60年）3月14日：荷物の取り扱いを廃止[16]。
- 1986年（昭和61年）10月21日：貨物の取り扱いを廃止（旅客駅となる）[16]。
- 1987年（昭和62年）4月1日：国鉄分割民営化により、JR東日本の駅となる[16]。
- 1987年（昭和62年）7月15日：仙台市地下鉄南北線の長町駅が開業[15]（北緯38度13分41.9秒 東経140度53分5.5秒 / 北緯38.228306度 東経140.884861度）。
- 1989年（平成元年）4月1日：仙台市の政令指定都市移行に伴い、当駅は同市太白区内となった。
- 2003年（平成15年）2月13日：JR改札口に自動改札機を導入。
- 2003年（平成15年）10月26日：ICカード「Suica」の利用が可能となる[報道 1]。
- 2006年（平成18年）
  - 9月18日：JR駅が高架化（北緯38度13分37.3秒 東経140度53分7.8秒 / 北緯38.227028度 東経140.885500度）。
  - 10月19日：2代目駅舎の撤去を開始。
- 2009年（平成21年）10月31日：地下鉄長町駅で可動式ホーム柵の運用を開始。
- 2014年（平成26年）12月6日：地下鉄長町駅でIC乗車券・icsca導入[新聞 3]。
- 2015年（平成27年）
  - 12月6日：地下鉄長町駅で副駅名「IKEA（イケア）前」の使用を開始。
  - 12月17日：JR長町駅北側高架下に「tekute ながまち」がオープン[報道 2][報道 3][新聞 4]。
- 2016年（平成28年）3月26日：ダイヤ改正により快速「仙台シティラビット」の停車が開始（ただし、仙台空港アクセス線からの快速は引き続き当駅通過）[報道 4][報道 5]。同時にSuicaとicscaの相互利用を開始。
- 2017年（平成29年）6月1日：JR長町駅が業務委託化。長町駅長・助役が廃止。
- 2021年（令和3年）3月27日：東口に賃貸住宅併設型の商業施設「tekute ながまち2」が開業[報道 6][報道 7][注 4]。
- 2024年（令和6年）10月1日：JR東日本（東北本線）でえきねっとQチケのサービスを開始[18][報道 9]。

旧駅舎
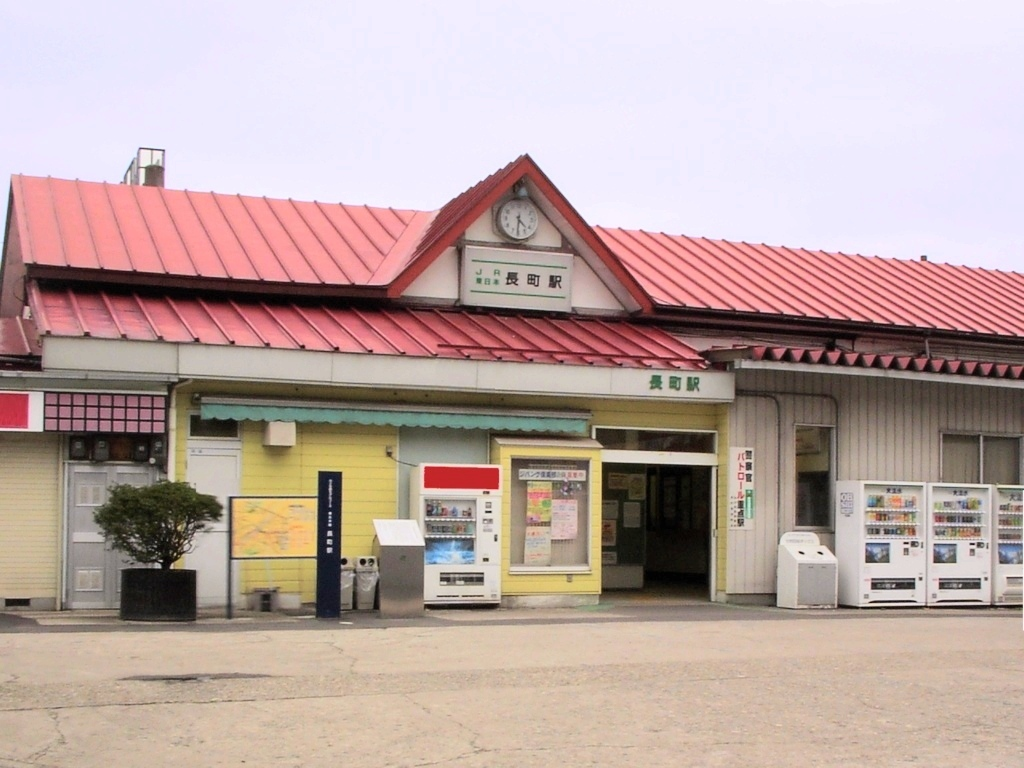
長町駅西口（2003年8月）
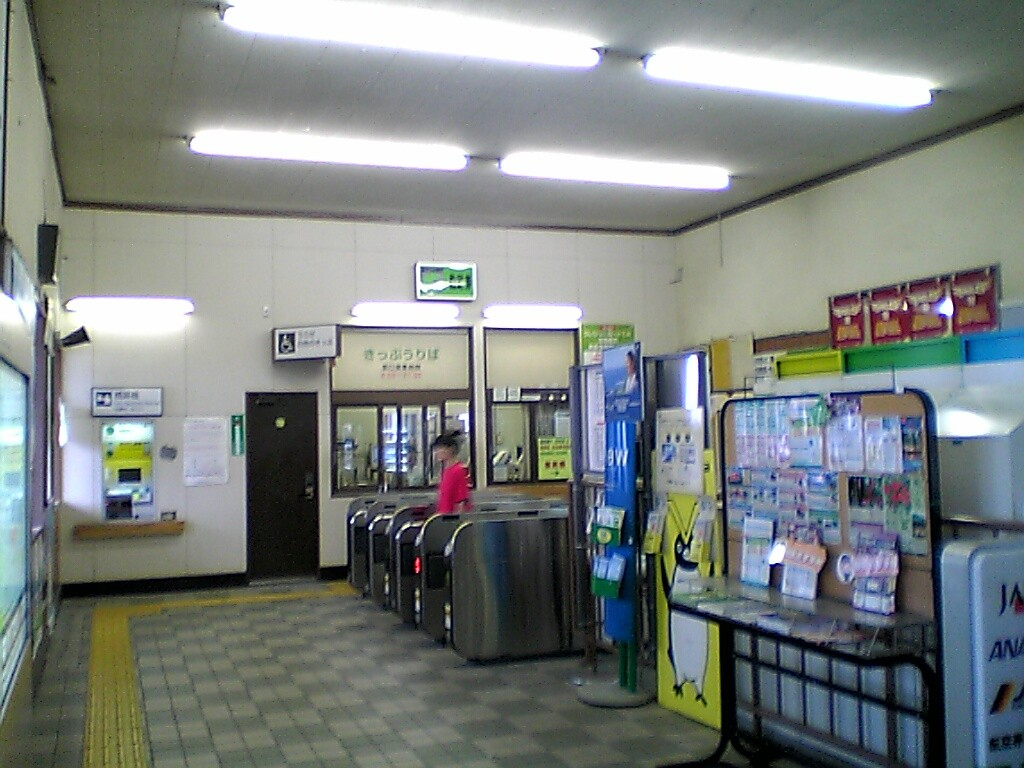
長町駅舎内（2006年6月）
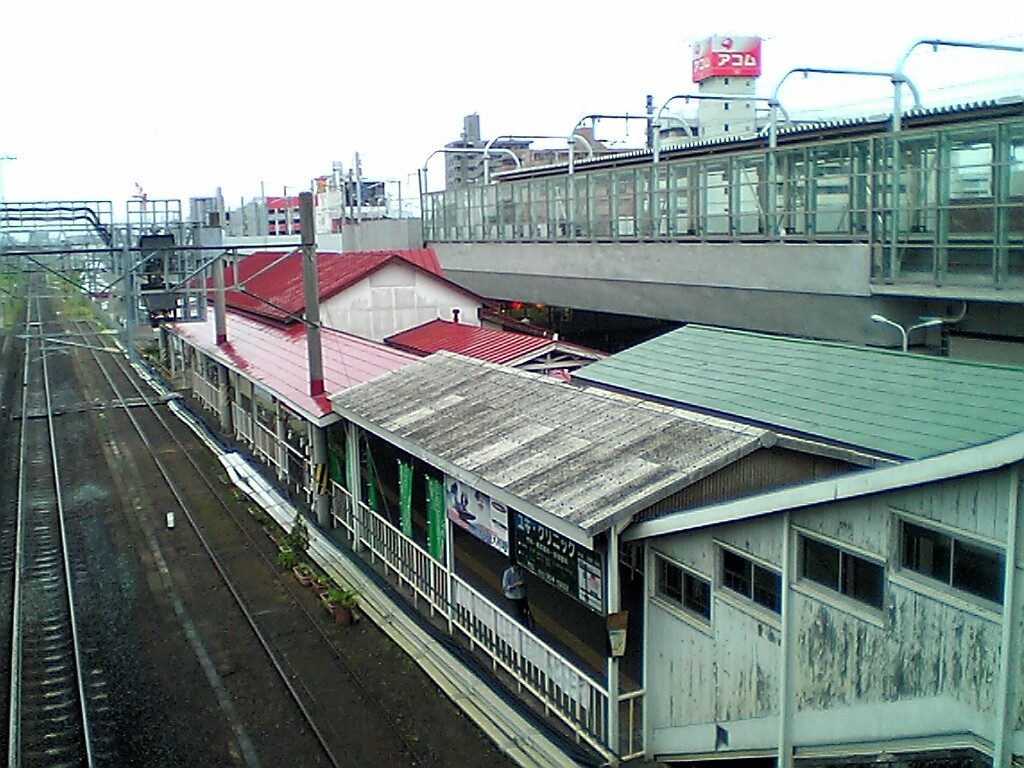
跨線橋より見た旧駅舎。右上に見えるのが建設中の高架ホーム（2006年6月）
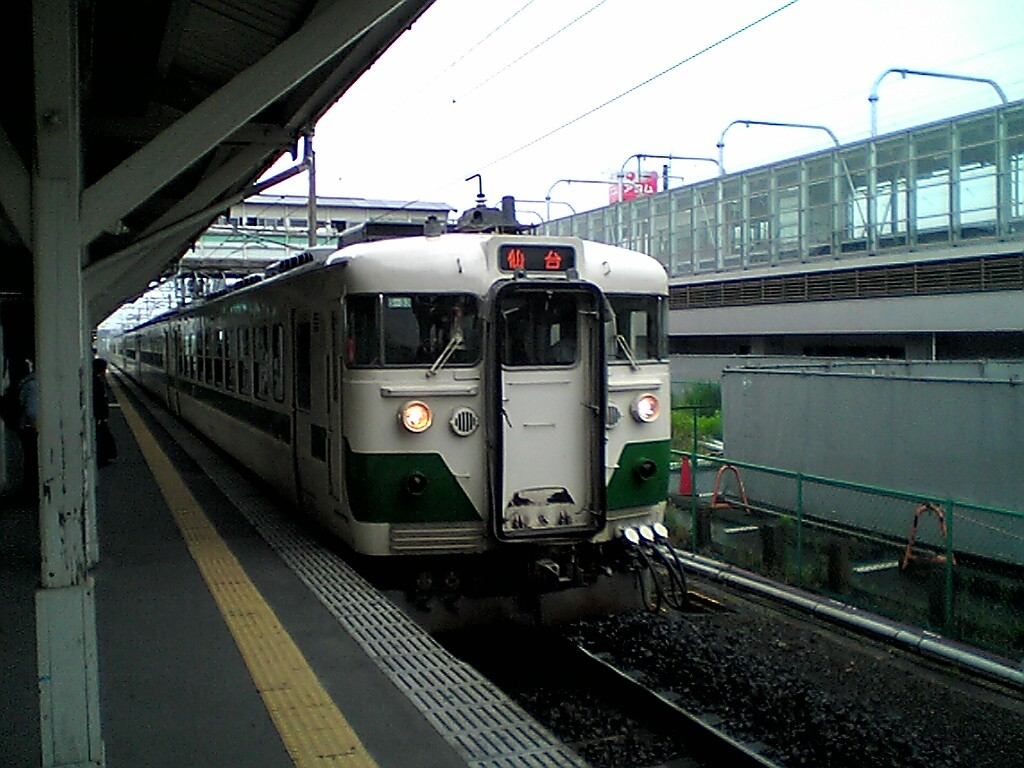
旧1番線ホーム（2006年6月）

## 駅構造

### JR東日本
島式ホーム1面2線を有する高架駅である。当駅北で本線と貨物支線が分岐する。本線上の高架下に北側を向いた形で入口がある。以前は東北本線の線路西側に赤い屋根の小さな駅舎があり、ホームとは跨線橋でつながっていた。
仙台地区センターが管理し、JR東日本東北総合サービスが受託する業務委託駅である。直営駅時代は管理駅として、太子堂駅を管理していた。みどりの窓口、自動券売機、多機能券売機、指定席券売機、自動改札機（Suica、えきねっとQチケ対応）、自動精算機、エレベーター、エスカレーターが設置されている。トイレは改札内にあるが、外からでも駅員に声をかければ利用できる。ただし、駅入口には、駅西口広場にある長町駅前プラザ付設トイレの使用を促す案内が掲示されている。
駅北側の高架下（改札外）には商業施設「tekuteながまち」がある。専門店16店とATMが入る。生鮮三品、惣菜やスイーツ、雑貨など様々な業種の店舗が並ぶ。パブリックスペースは、イベント時の催事区画としての活用により地域の交流拠点とするとともに、地域の記憶を残すため、旧国鉄の貨物ヤードをイメージした線路や転車台をモチーフにデザインされている。56台の駐車場・150台の自転車等駐車場を備える。敷地面積は約4,300平方メートルで、建物延床面積が約3,000平方メートル2、店舗面積が約1,600平方メートルである。いずれもJR東日本東北総合サービスが運営する。
この他にもベーカリーカフェ「サンエトワール仙台長町店」、レストラン「サカナの家」、駅出口向かいにNewDaysがある。
JRの特定都区市内制度における「仙台市内」の駅である。

#### のりば
| 番線 | 路線                | 方向 | 行先                     |
| ---- | ------------------- | ---- | ------------------------ |
| 1    | ■東北本線           | 下り | 仙台・小牛田方面         |
| 2    | ■東北本線           | 上り | 白石・福島方面           |
| 2    | ■常磐線             | 上り | 亘理・原ノ町・いわき方面 |
| 2    | ■仙台空港アクセス線 | 上り | 仙台空港方面             |

現在、原則として当駅に特急列車や急行列車といった優等列車は停車しないが、過去には急行「あがの」2号に限り停車していたことがある。また、工事などにより特急列車や急行列車が仙台駅に停車できない場合は、それらの列車が当駅に臨時停車した。1973年（昭和48年）から1978年（昭和53年）まで、仙台駅での東北新幹線建設工事の際に、仙台駅を深夜に発着する夜行の特急・急行列車が当駅に停車し、貨物線経由で目的地へ向かった。当駅と仙台駅の間に代行バスを運行して対処した。最近では、2005年（平成17年）4月9日夜間に行われた仙台駅での信号設備更新工事のために、寝台特急「北斗星」・「カシオペア」は貨物線経由に変更された上で、当駅で旅客の乗降を行った。丸森線と阿武隈急行の電化前に運転されていた気動車の直通列車は停車していた。

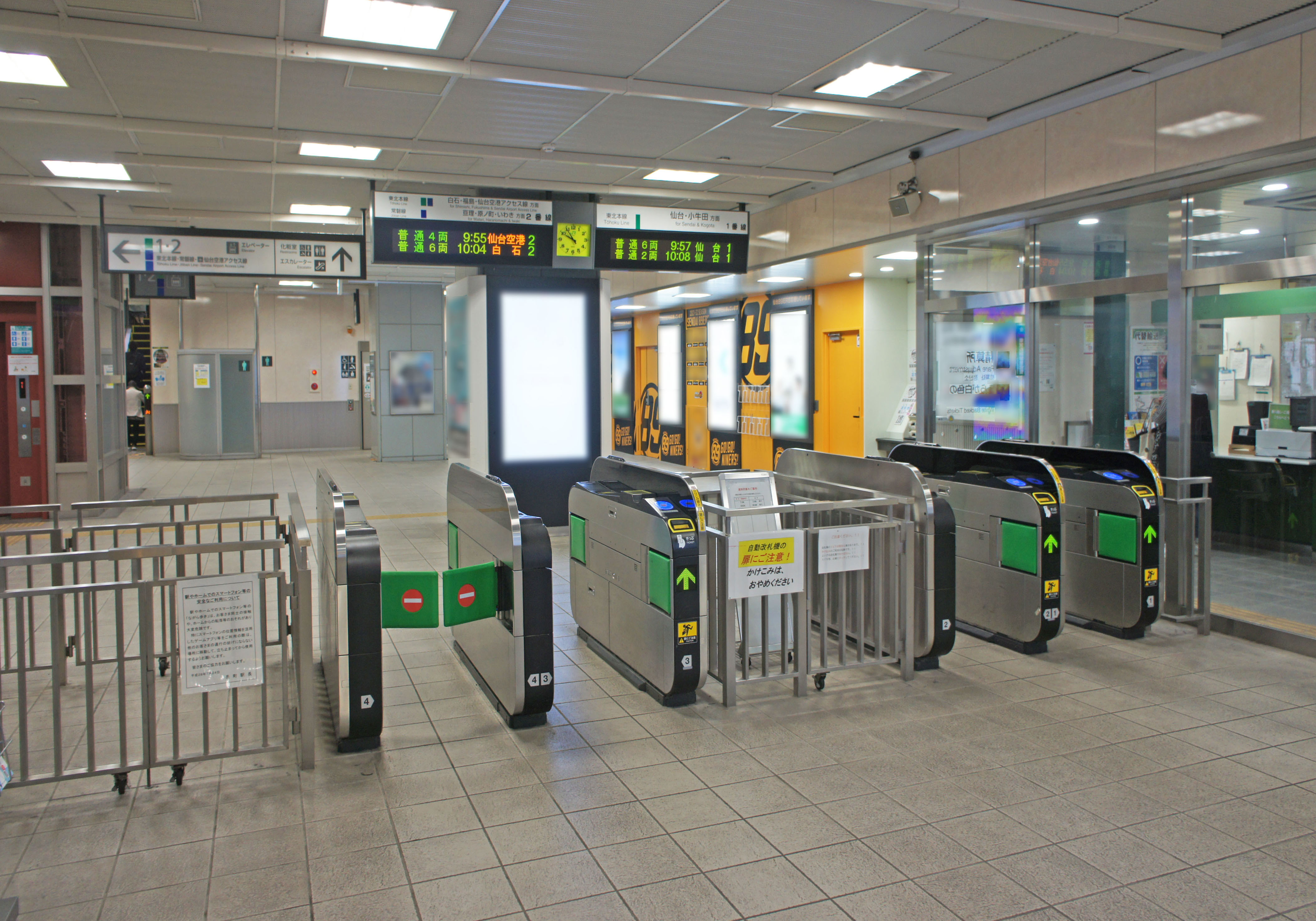
改札口（2022年4月）
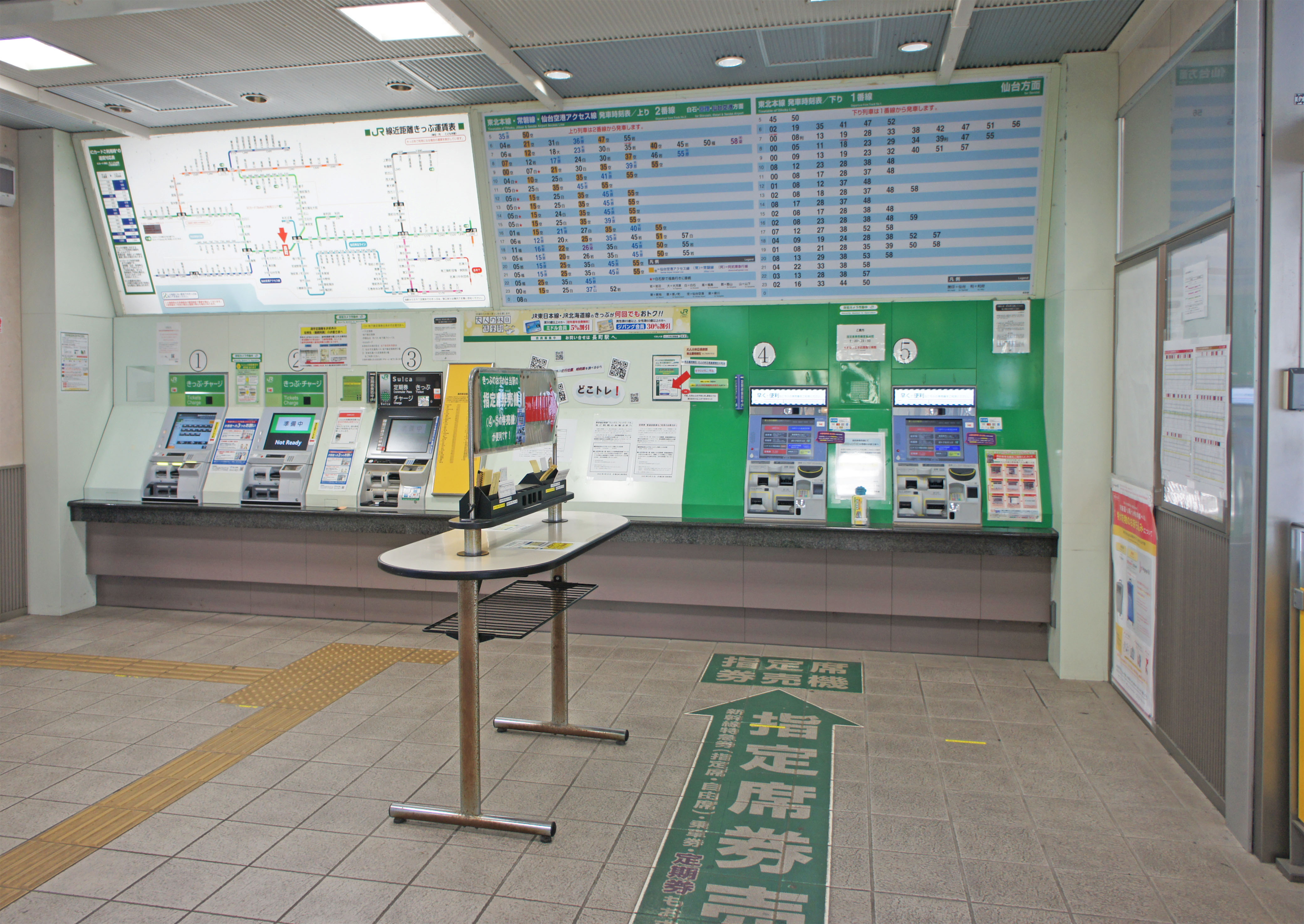
自動券売機（2022年4月）
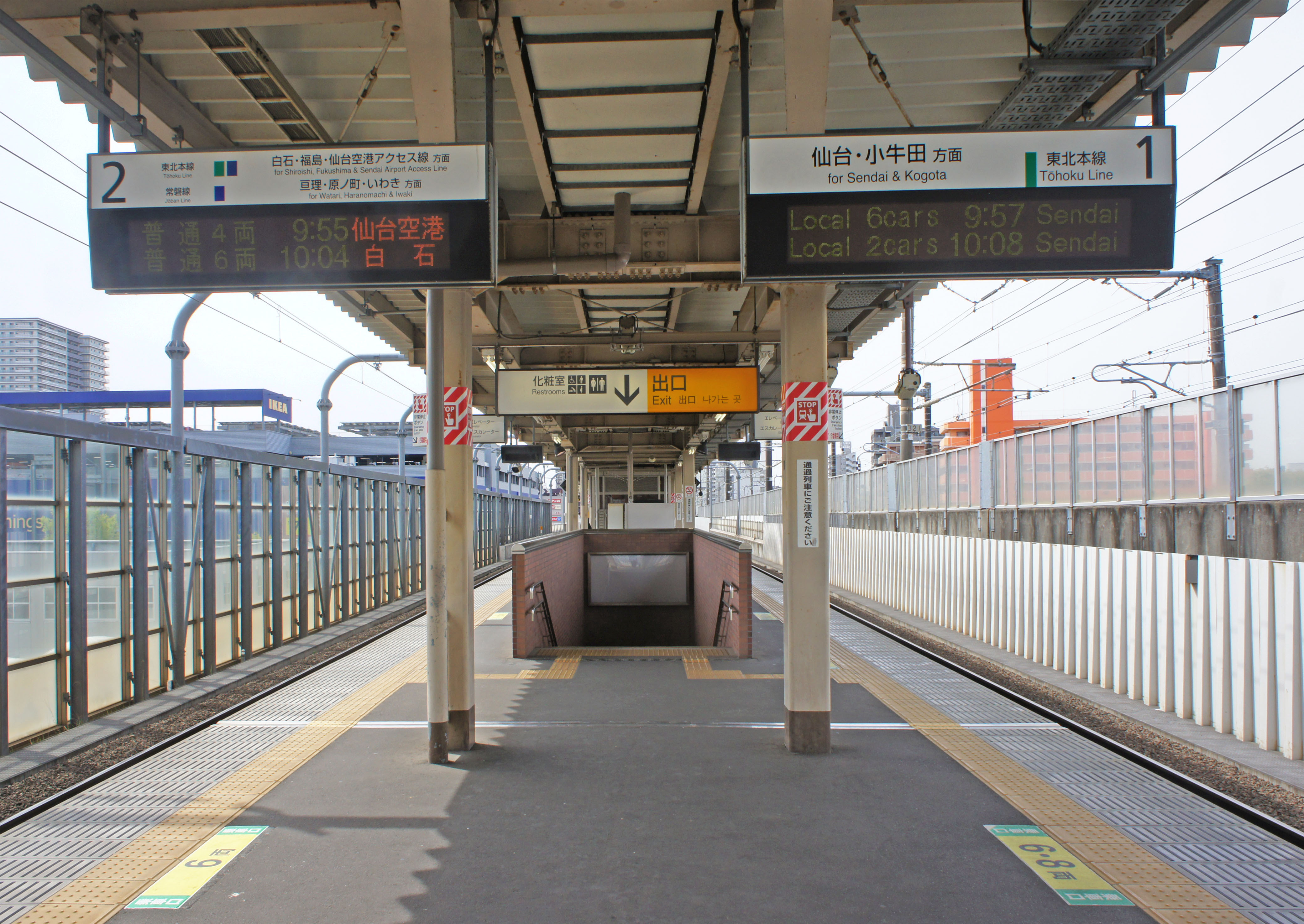
ホーム（2022年4月）

### 仙台市地下鉄
東日本旅客鉄道の駅の西側に並行する市道の下に位置する。島式ホーム1面2線を有する地下駅である。副駅名は「IKEA仙台前」（令和7年3月31日まで）。
地下1階がコンコース、地下2階がホームである。出入口は4か所ある。以前はJR駅が南に少々ずれた位置にあったため、乗り換えには時間がかかることから、JR・地下鉄間の乗り換えは同じく乗換駅の北仙台駅ほど盛んではなかったが、JRの駅が高架化によって北に移転したため、以前よりも乗り換えがスムーズになった（ただし、あすと長町開発に伴う国道拡幅工事のため、JRに近い南2出入口は2007年（平成19年）7月末まで閉鎖されていた）。
地下鉄長町駅は、2015年（平成27年）の制度廃止時までバスとの乗り継ぎ指定駅であった。バス降車場はJR長町駅東口・西口のほかに地下鉄長町駅・たいはっくる前というバス停が地下鉄入口の目の前にあるためバス→地下鉄の乗継は便利であるが、長町南駅経由の系統の場合、長町南→長町の時間が渋滞によって到着時間に差が出ることから大抵の乗り継ぎ利用者は長町南駅で乗り換えを行うことが多かった。バスのりばは四郎丸方面へ向かう市営バスを除き、以前はJR長町駅（西口）にのみ設置されており、地下鉄→バスの乗り継ぎは少々不便であったが、2008年（平成20年）4月1日より東口バスプールが供用開始したため、移動距離は多少ではあるが短くなっている。

#### のりば
| 番線 | 路線     | 行先             |
| ---- | -------- | ---------------- |
| 1    | ■ 南北線 | 富沢方面         |
| 2    | ■ 南北線 | 仙台・泉中央方面 |

## 利用状況
- JR東日本 - 2023年度（令和5年度）の1日平均乗車人員は9,413人である[J 1]。
- 仙台市地下鉄 - 2023年度（令和5年度）の1日平均乗車人員は8,871人である[地 1]。

1998年度（平成10年度）以降の推移は以下のとおりである。
| 1日平均乗車人員推移 | 1日平均乗車人員推移 | 1日平均乗車人員推移 | 1日平均乗車人員推移 | 1日平均乗車人員推移 | 1日平均乗車人員推移 | 1日平均乗車人員推移 | 1日平均乗車人員推移    |
| 年度                | JR東日本            | JR東日本            | JR東日本            | 仙台市地下鉄        | 出典                | 出典                | 出典                   |
| 年度                | 定期外              | 定期                | 合計                | 仙台市地下鉄        | JR                  | 地下鉄              | 仙台市                 |
| ------------------- | ------------------- | ------------------- | ------------------- | ------------------- | ------------------- | ------------------- | ---------------------- |
| 1998年（平成10年）  | 1,770               | 3,650               | 5,420               | 5,665               |                     |                     | [ 市J 1 ] [ 市地 1 ]   |
| 1999年（平成11年）  | 1,791               | 3,771               | 5,562               | 5,776               |                     |                     | [ 市J 2 ] [ 市地 2 ]   |
| 2000年（平成12年）  | 1,835               | 3,810               | 5,645               | 5,998               | [ J 2 ]             |                     | [ 市J 3 ] [ 市地 3 ]   |
| 2001年（平成13年）  | 1,889               | 3,794               | 5,683               | 5,980               | [ J 3 ]             |                     | [ 市J 4 ] [ 市地 4 ]   |
| 2002年（平成14年）  | 3,757               | 1,928               | 5,685               | 5,834               | [ J 4 ]             |                     | [ 市J 5 ] [ 市地 5 ]   |
| 2003年（平成15年）  | 3,769               | 1,930               | 5,699               | 5,758               | [ J 5 ]             |                     | [ 市J 6 ] [ 市地 6 ]   |
| 2004年（平成16年）  | 3,925               | 1,964               | 5,889               | 5,765               | [ J 6 ]             |                     | [ 市J 7 ] [ 市地 7 ]   |
| 2005年（平成17年）  | 4,025               | 1,997               | 6,021               | 5,706               | [ J 7 ]             |                     | [ 市J 8 ] [ 市地 8 ]   |
| 2006年（平成18年）  | 2,043               | 4,007               | 6,050               | 5,607               | [ J 8 ]             |                     | [ 市J 9 ] [ 市地 9 ]   |
| 2007年（平成19年）  | 2,128               | 3,840               | 5,968               | 5,277               | [ J 9 ]             |                     | [ 市J 10 ] [ 市地 10 ] |
| 2008年（平成20年）  |                     |                     | 6,403               | 5,412               | [ J 10 ]            |                     | [ 市J 11 ] [ 市地 11 ] |
| 2009年（平成21年）  |                     |                     | 6,562               | 5,297               | [ J 11 ]            | [ 地 2 ]            | [ 市J 12 ] [ 市地 12 ] |
| 2010年（平成22年）  |                     |                     | 6,379               | 5,592               | [ J 12 ]            | [ 地 2 ]            | [ 市J 13 ] [ 市地 13 ] |
| 2011年（平成23年）  |                     |                     | 6,193               | 5,888               | [ J 13 ]            | [ 地 2 ]            | [ 市J 14 ] [ 市地 14 ] |
| 2012年（平成24年）  | 2,544               | 4,461               | 7,006               | 6,188               | [ J 14 ]            | [ 地 2 ]            | [ 市J 15 ] [ 市地 15 ] |
| 2013年（平成25年）  | 2,936               | 4,737               | 7,673               | 6,495               | [ J 15 ]            | [ 地 2 ]            | [ 市J 16 ] [ 市地 16 ] |
| 2014年（平成26年）  | 3,184               | 4,807               | 7,991               | 6,724               | [ J 16 ]            | [ 地 3 ]            | [ 市J 17 ] [ 市地 17 ] |
| 2015年（平成27年）  | 3,448               | 5,058               | 8,506               | 7,220               | [ J 17 ]            | [ 地 4 ]            | [ 市J 18 ] [ 市地 18 ] |
| 2016年（平成28年）  | 3,516               | 5,250               | 8,767               | 7,760               | [ J 18 ]            | [ 地 5 ]            | [ 市J 19 ] [ 市地 19 ] |
| 2017年（平成29年）  | 3,850               | 5,474               | 9,325               | 8,279               | [ J 19 ]            | [ 地 6 ]            | [ 市J 20 ] [ 市地 20 ] |
| 2018年（平成30年）  | 3,761               | 5,751               | 9,513               | 8,477               | [ J 20 ]            | [ 地 7 ]            | [ 市J 21 ] [ 市地 21 ] |
| 2019年（令和元年）  | 3,865               | 5,910               | 9,775               | 8,764               | [ J 21 ]            | [ 地 8 ]            | [ 市J 22 ] [ 市地 22 ] |
| 2020年（令和02年）  | 2,299               | 5,088               | 7,387               | 6,918               | [ J 22 ]            | [ 地 9 ]            | [ 市J 23 ] [ 市地 23 ] |
| 2021年（令和03年）  | 2,759               | 5,463               | 8,222               | 7,545               | [ J 23 ]            | [ 地 10 ]           | [ 市J 24 ] [ 市地 24 ] |
| 2022年（令和04年）  | 3,388               | 5,554               | 8,943               | 8,267               | [ J 24 ]            | [ 地 11 ]           | [ 市J 25 ] [ 市地 25 ] |
| 2023年（令和05年）  | 3,749               | 5,664               | 9,413               | 8,871               | [ J 1 ]             | [ 地 1 ]            | [ 市J 26 ] [ 市地 26 ] |

## 駅周辺
長町地区は仙台市の広域拠点とされている地域である。駅の西側にある国道286号近くを「長町 - 利府線」とよばれる活断層が通っており、古くから水利が良く、人口涵養力がある場所であった。駅の東側には、多賀城以前の陸奥国府跡と推定される郡山遺跡があった。また、江戸時代には、仙台城の城下町（現在の仙台市都心部とその周辺）と広瀬川をへだてて隣接する奥州街道（旧・国道4号）の長町宿が置かれた。
長町は1928年（昭和3年）4月1日に仙台市と合併し、市内の南のターミナルとして市街地が形成された。江戸時代以来の旧・国道4号沿いが旧来型の商店街として賑わう一方、西側の仙台市営地下鉄の長町南駅方面がロードサイド店舗を中心とした新市街地を形成している。東側は長町機関区跡地で、仙台市と都市再生機構による駅隣接の市街地「あすと長町」の区画整理事業が行われており、長町駅の高架化もこの事業に含まれている。
長町駅西口前は、中・高層のビルが多い市街地で、「たいはっくる」（31階建）がある。これは図書館・児童館・文化センターとショッピングセンターを下層階に、マンションを上層階に容れたもので、駅前でもっとも目立つ存在である。この「たいはっくる」の所在地には1997年（平成9年）まで宮城交通長町ターミナルがあり、その前身は秋保電気鉄道の長町駅であった。
駅から西方には二本の道路が並行してのびる。北側は、秋保方面に向かう古い街道に由来する道路であり、南側は太白区役所に通じる広幅員の道路である。駅の南方に1キロメートル以上離れると工場が多く立地する。
2008年（平成20年）4月1日に駅東口および西口駐輪場と、駅東口駅前広場が供用開始された。この際、宮城交通の西口側のバス停名は、従前の名残で「長町ターミナル前」であったものを、市営バス側の名称に併せ、「地下鉄長町駅・たいはっくる前」に改称されている。
2019年（令和元年）9月26日に、JR東日本仙台支社、ジェイアール東日本都市開発、JR東日本東北総合サービスが駅東口の開発計画に着手し、商業施設併設型の賃貸住宅を建設することを発表した。2020年（令和2年）11月26日には、賃貸住宅の名称を「リエットテラスあすと長町」、商業施設の名称を「tekute ながまち2」にすることを発表し、賃貸住宅は2021年（令和3年）3月中旬、商業施設は同月27日に開業している。なお、商業施設併設型の賃貸住宅等の工事の着手は、首都圏以外では初となる。
- 宮城県道273号仙台名取線
- 仙台市太白区役所
- 仙台南警察署
- 仙台市交通局長町営業所
- 仙台長町三郵便局
- 杜の都信用金庫長町支店
- 七十七銀行長町支店・八本松支店
- 仙台銀行長町支店
- 秋田銀行仙台南支店
- 荘内銀行長町支店・ザ・モール仙台長町出張所・名取エアリ支店
- 岩手銀行長町支店・美田園支店・ローンプラザ長町
- きらやか銀行仙台長町支店・仙台コンサルティングステーション
- 仙台農業協同組合長町支店
- 北日本銀行長町ローンセンター
- 太白区文化センター
- ゼビオアリーナ仙台
- 仙台青葉学院短期大学長町キャンパス
- IKEA仙台
- tekuteながまち[報道 2][報道 3][新聞 4]
- tekuteながまち郵便局（旧:仙台長町六郵便局）
- 東日本放送

西口広場公園整備前
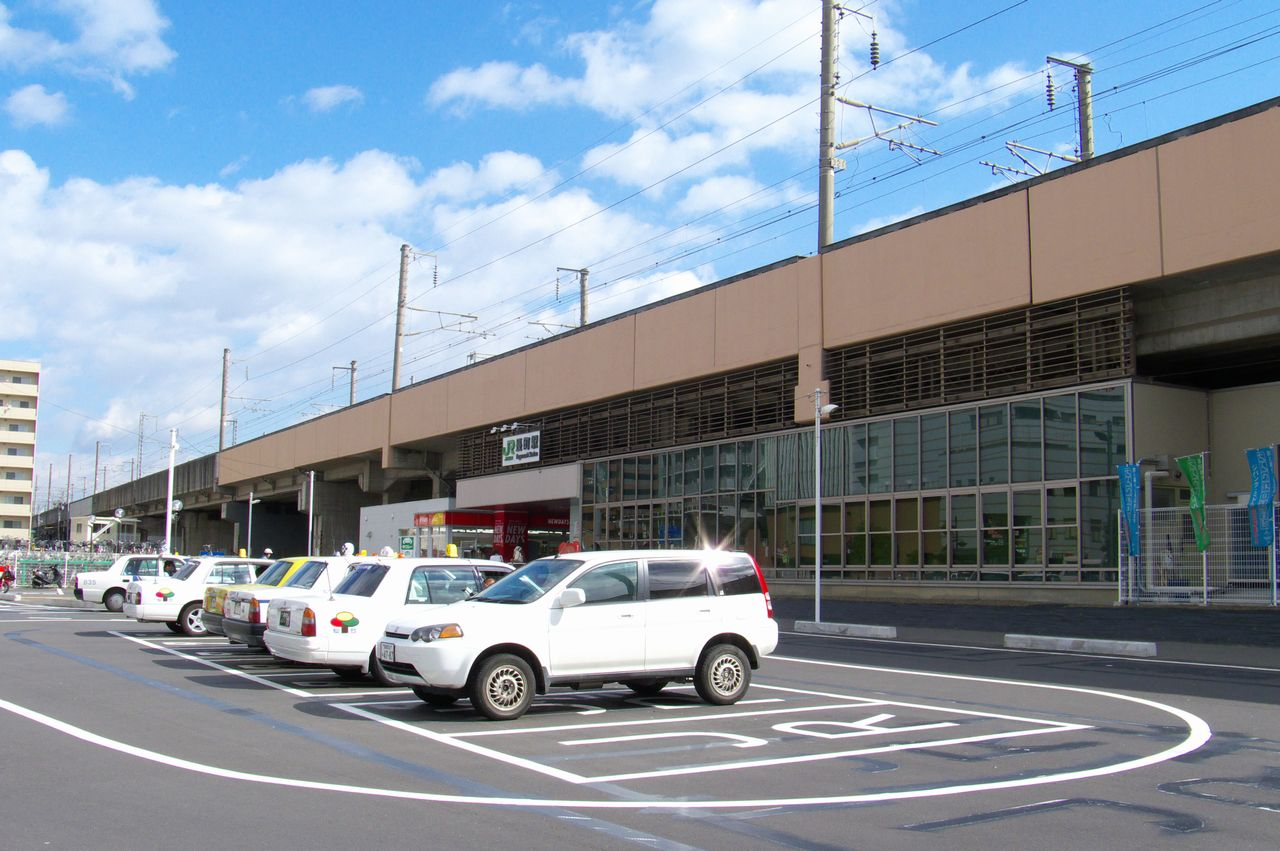
南西側から見た長町駅西口、暫定タクシープールが西口広場公園へ整備された（2007年3月）
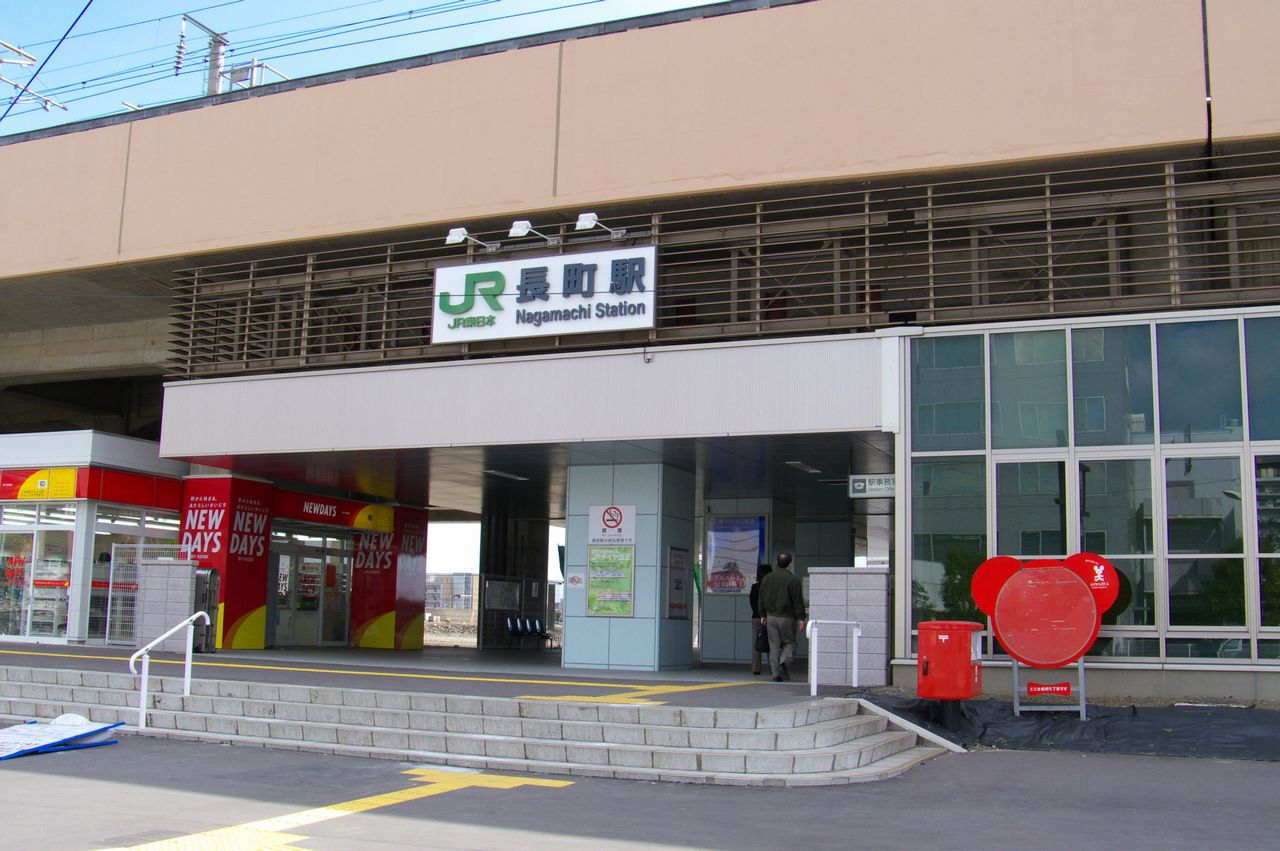
長町駅西口、2015年現在は階段部の南北にスロープが付けられている（2007年3月）

## バス路線
以下の3か所にバス停が設置されている。

### 長町駅東口

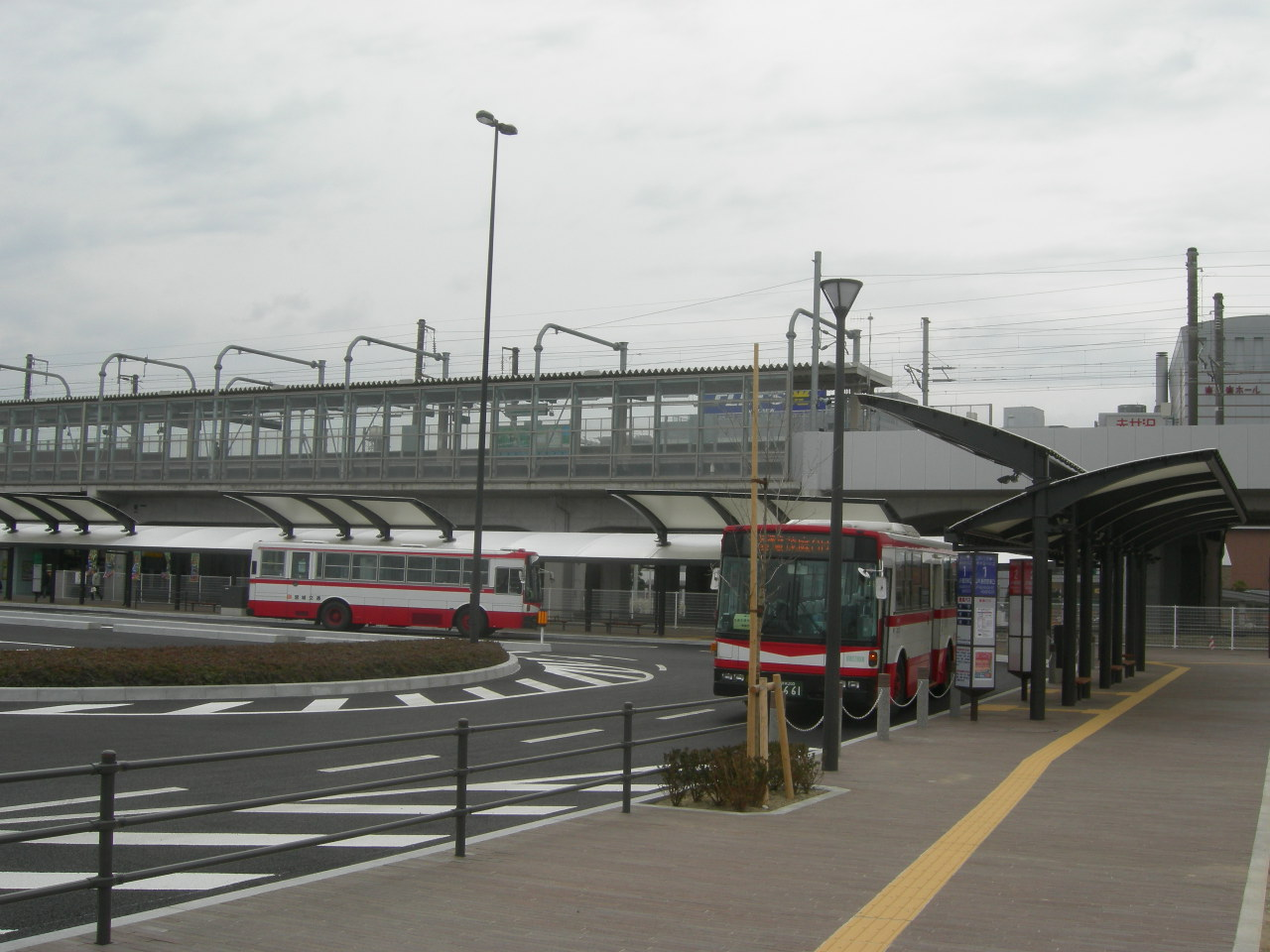
JR長町駅東口バスプール（2008年4月）

ジェイアールバス東北の停留所名は「JR長町駅東口」である。
| のりば | 運行事業者                                                        | 系統・行先 | 備考                                         |
| ------ | ----------------------------------------------------------------- | --- | -------------------------------------------- |
| ■ 1    | ジェイアールバス東北 ジェイアールバス関東（東京駅行き臨時便のみ） | - 仙台・新宿号、仙台・羽田号：バスタ新宿・羽田空港 - ドリーム仙台・大宮新宿号：バスタ新宿 - ドリーム仙台・新宿横浜号：横浜駅 - ドリーム仙台・東京号：東京駅                                                                                            |                                              |
| ■ 1    | - ジェイアールバス東北 - 京成バス千葉イースト                     | ドリーム仙台東京・成田号：成田空港 |                                              |
| ■ 1    | ジャムジャムエクスプレス                                          | JAMJAMライナー：東京駅 |                                              |
| ■ 2    | 宮城交通                                                          | - 東北工大線：宮交自動車学校／東北工業大学長町キャンパス - 尚絅学院大線：尚絅学院大学 - 仙台南営業所線：仙台南営業所 - 飯田団地線：飯田団地 |                                              |
| ■ 3    | 宮城交通                                                          | - 山田自由ヶ丘線：山田自由ヶ丘車庫 - 南ニュータウン線：仙台南ニュータウン - 日本平線：日本平 - ライフタウン名取線：ライフタウン名取 - 八木山南団地線：八木山動物公園駅 - 茂庭台線：茂庭台団地 - 秋保線：秋保森林スポーツ公園前／秋保大滝／秋保中学校前 |                                              |
| ■ 4    | 仙台市営バス                                                      | - 60：緑ヶ丘三丁目 - Z60・58：八木山動物公園駅 |                                              |
| ■ 4    | 宮城交通                                                          | 八木山動物公園線：仙台駅前／県庁市役所前 |                                              |
| ■ 5    | 仙台市営バス                                                      | - 40：恵和町 - 48：東北工業大学長町キャンパス - K610・S610：交通局東北大学病院 - 36：日赤病院 - 30・77：荒井駅 - 75：薬師堂駅 - 30：市立病院 - 75・77：長町南駅                                                                                        |                                              |
| ■ 6    | 仙台市営バス                                                      | 降車専用 |                                              |
| ■ 6    | 宮城交通                                                          | - 市立病院 - 降車専用 | のりばのポールはバスプール外（公道上）に設置 |

### 長町駅西口
| のりば | 方向 | 運行事業者   | 系統・行先 | 備考                   |
| ------ | ---- | ------------ | --- | ---------------------- |
| ■ 1    | 西行 | 宮城交通     | - ライフタウン名取線：ライフタウン名取 - 尚絅学院大線：尚絅学院大学／ゆりが丘一丁目北 - 仙台南営業所：仙台南営業所 - 郡山富田線：富沢駅 - 茂庭台線：茂庭台団地 - 仙台駅・県庁市役所 - 秋保線：秋保温泉 - 川崎 | 郡山富田線は土休日運休 |
|        | 西行 | 仙台市営バス | - 40・Z40：恵和町 - 48：東北工大長町キャンパス - K610・S610：交通局東北大学病院 - 36：日赤病院 - 60：緑ヶ丘三丁目 - 58・Z60：八木山動物公園駅 - 75・77：長町南駅                                              |                        |
| ■ 3-2  | 西行 | 宮城交通     | 尚絅学院大線：尚絅学院大学／ゆりが丘一丁目北 |                        |
| ■ 3    | 西行 | 宮城交通     | - 東北工大線：宮交自動車学校／東北工業大学長町キャンパス - 山田自由ヶ丘線：山田自由ヶ丘車庫 - 南ニュータウン線：仙台南ニュータウン - 日本平線：日本平 - 八木山南団地線：八木山南団地                          |                        |
|        | 東行 | 仙台市営バス | - 75：薬師堂駅 - 77：荒井駅 - 36・40・48・X610：長町営業所 - 58・N40・N60：長町駅東口 - B40：市立病院 |                        |
| ■ 4    | 東行 | 宮城交通     | - 仙台駅・県庁市役所 - 長町駅・たいはっくる前 - 郡山富田線：長町郡山 - 飯田団地線：飯田団地 |                        |
|        | 東行 | 宮城交通     | 長町ループバス |                        |

### 長町駅・たいはっくる前
| のりば | 方向 | 運行事業者   | 系統・行先                                                                                    | 備考 |
| ------ | ---- | ------------ | --------------------------------------------------------------------------------------------- | ---- |
|        | 南行 | 仙台市営バス | 10・15・20・25：四郎丸                                                                        |      |
|        | 北行 | 仙台市営バス | - 10・15・20・25・36・40・48・X610：長町営業所 - N10・N15：長町南駅 - B10・B15・B40：市立病院 |      |
| ■ 5    | 北行 | 宮城交通     | - 仙台駅・県庁市役所 - 飯田団地線：飯田団地                                                   |      |
|        | 北行 | 宮城交通     | 長町ループバス                                                                                |      |

## 隣の駅
東日本旅客鉄道（JR東日本）
■東北本線・■常磐線・■仙台空港アクセス線（常磐線は岩沼駅 - 仙台駅間、仙台空港アクセス線は名取駅 - 仙台駅間東北本線）
□快速
通過
■普通
太子堂駅 - 長町駅 - *行人塚駅 - *三百人町駅 - 仙台駅
*:打消線は廃駅
東北本線貨物支線（宮城野貨物線）
長町駅 - 仙台貨物ターミナル駅
仙台市地下鉄
■南北線
長町一丁目駅 (N14) - 長町駅 (N15) - 長町南駅 (N16)

### 記事本文